# Golconda (Colombia)
El grupo sacerdotal la "Golconda" fue una asociación de clérigos católicos colombianos que decidieron trabajar mancomunadamente a finales de los años 60 y comienzos de los 70, bajo la orientación de lo que se conocería como Teología de la liberación. Sin embargo, la composición de Golconda era heterogénea y en el grupo se manifestaron diversas posiciones políticas. Aunque en el grupo participaba el obispo Gerardo Valencia Cano, la dirección real corría por cuenta del Pbro. René García, admirador del sacerdote Camilo Torres Restrepo. 
Al poco tiempo, varios de sus integrantes radicalizaron su discurso y algunos miembros del grupo terminaron por vincularse con grupos guerrilleros como el M-19, el ELN, o las FARC. De hecho, los españoles Domingo Laín Sáenz, Manuel Pérez Martínez y José Antonio Jiménez Comín ingresaron a los altos mandos de la guerrilla del ELN.

## Reuniones
La primera reunión del grupo se hizo en julio de 1968 en la finca de Golconda ubicada en el municipio de Viotá, departamento de Cundinamarca, Colombia. De ahí el nombre de la asociación. En un comienzo se buscó estudiar y profundizar la encíclica Populorum Progressio que en 1967 había publicado el papa Pablo VI, pero en las reuniones siguientes se hicieron sendos análisis de la situación social, económica y política colombiana y el papel que la Iglesia católica tenía en ello. 
En la segunda sesión de Golconda, realizada en Buenaventura Valle en diciembre de 1968, se emitió un plan de acción que constaba de los siguientes puntos:
1. Conocer objetivamente la realidad nacional.
2. Usar un método científico para la investigación y la acción.
3. Mantener un compromiso con la acción revolucionaria en contra del imperialismo y la burguesía.
4. Mantener una perspectiva de conjunto nacional e internacional.
5. Actualizar internamente a la iglesia y liquidar su maridaje con el Estado.
6. Reprobar el capitalismo e instaurar una sociedad que eliminara la explotación del hombre por el hombre.
7. Generar solidaridad con los que luchan por el cambio urgente y profundo de estructuras socioeconómicas y políticas.
8. Rechazar la maniobra divisionista del pueblo, que hacían los partidos tradicionales.
9. Rechazar el presupuesto de guerra, que no defendía la soberanía nacional, pero si reprimía las luchas populares, para defender los intereses de la minoría dominante.
10. Unidad de acción de los luchadores populares, para crear un frente revolucionario.
11. Respaldar la denuncia con hechos constructivos y en positivo.